# Mary Kom (film)
Mary Kom è un film del 2014 diretto da Omung Kumar.
Si tratta di un film biografico indiano sulla pugile Mary Kom.

## Riconoscimenti
- BIG Star Entertainment Awards 2014:
  - Most Entertaining Film Actor – Female a Priyanka Chopra
  - Most Entertaining Actor in a Social Drama Film – Female a Priyanka Chopra
  - Most Entertaining Social Drama Film
- Stardust Awards 2014: 
  - Best Actress in a Drama a Priyanka Chopra
- National Film Awards 2015:
  - Best Popular Film Providing Wholesome Entertainment
- International Indian Film Academy Awards 2015:
  - Best Debut Director a Omung Kumar
- Screen Awards 2015:
  - Best Actress a Priyanka Chopra
- Star Guild Awards 2015: 
  - The Guild Presidents Award for Best Film
  - Best Actress in a Leading Role a Priyanka Chopra
  - Best Debut Director a Omung Kumar
  - Dialogue of the Year a Priyanka Chopra
  - Best Costume Design a Isha Mantry, Rajat K Tangri